# 烏赫爾布羅德

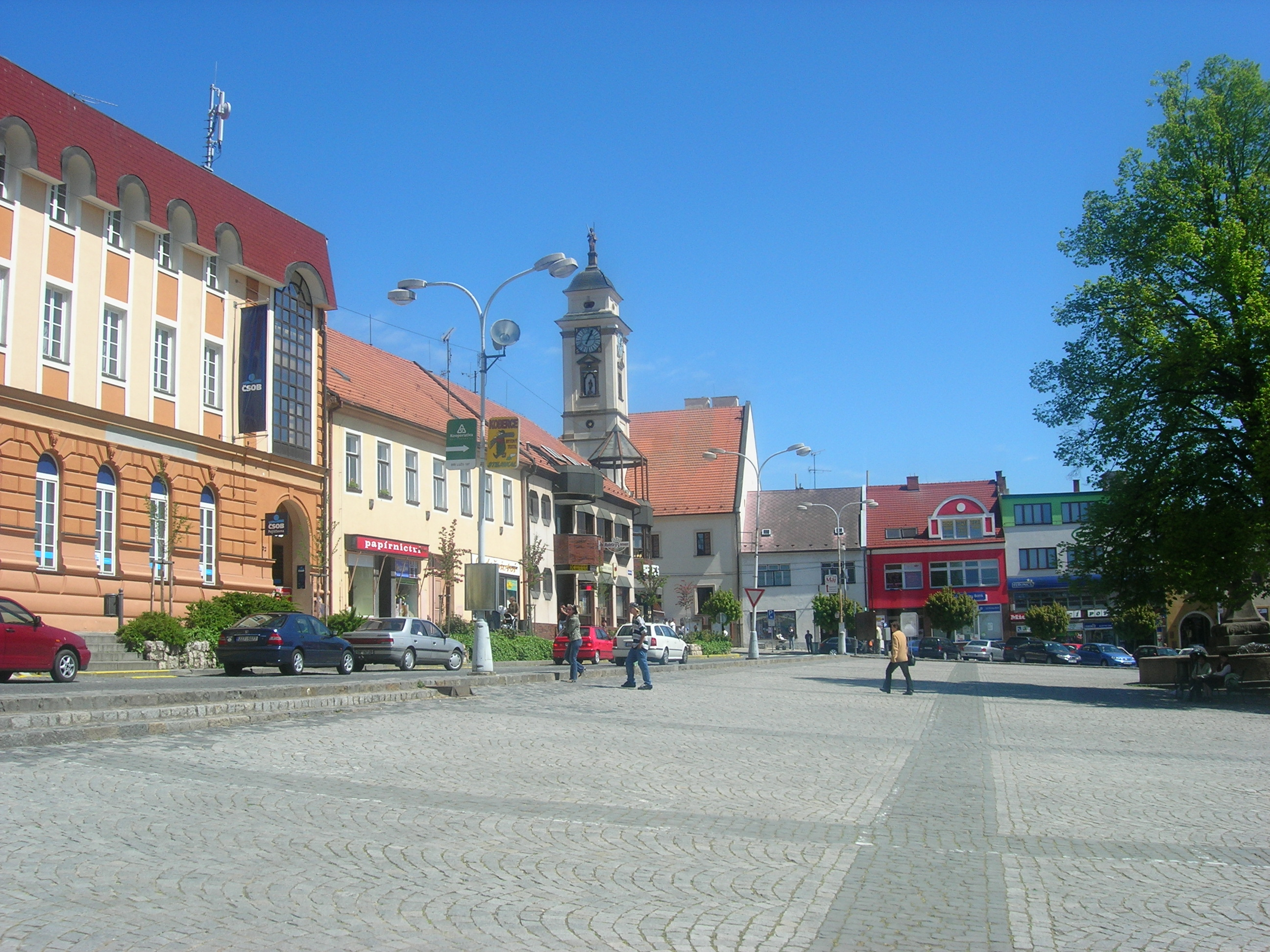

烏赫爾布羅德是捷克的城鎮，位於該國東南部，距離烏赫爾堡14公里，由茲林州負責管轄，面積52.06平方公里，海拔高度251米，是該地區的工業中心，2006年人口17,533。

## 外部連結
- Uherský Brod Official Site （页面存档备份，存于） （捷克文）
- Astronomical Observatory （页面存档备份，存于） （捷克文）
- Secondary Grammar School of J.A. Comenius （页面存档备份，存于） （捷克文）